# تلمي يوسف (سيناء)
تلمي يوسف (بالعبرية: תלמי יוסף، تعني: حقول يوسف) كانت مستوطنة إسرائيلية وموشاف في شبه جزيرة سيناء. تقع بالقرب من ياميت، وتم إخلاؤها عام 1982 نتيجة لاتفاقيات كامب ديفيد.
تأسست المستوطنه في عام 1977 ممجموعة من المستوطنين المهاجرين من جنوب إفريقيا والولايات المتحدة. تم تسميته على اسم يوسف فايتس، المدير السابق لدائرة الأراضي والتشجير في الصندوق القومي اليهودي.